# ارکیده ریشوی شاهی
ارکیده ریشوی شاهی (نام علمی: Calochilus imperiosus) نام یک گونه از سرده ارکیده‌های ریشو است.